# Campomanesia eugenioides
Campomanesia eugenioides là một loài thực vật có hoa trong Họ Đào kim nương. Loài này được (Cambess.) D.Legrand ex Landrum mô tả khoa học đầu tiên năm 1986.